# Ми-28
Ми-28 (НАТО класификација ) назив је за двоседни борбени хеликоптер, који је развијен током 80-их година 20. века, у конструкционом бироу Миљ. Први прототип полетео је 1982. године, а међународној јавности приказан је на авиосалонима у Ле Буржеу и Ред Хилу 1987. године. Серијски се производи у фабрици "РОСВЕРТОЛ", Ростов на Дону у Русији.

## Историја
Концепт се базирао на оригиналној замисли Михаила Миља, ударне тројке борбених хеликоптера, чија је окосница и претходница у нападу требало да буде нови јуришник. Могућности Ми-8 и Ми-24 биле готово исцрпљене у ваздухопловним снагама бившег Совјетског Савеза, те је развијан је нови тип хеликоптера из конструкционог бироа Миља са ознаком Ми-28. Прототип је полетео 1982. године, али је изгубио на тендеру за нови ударни хеликоптер од конкурентског Камов Ка-50. Међутим, у бироу Миља наставило се на унапређењу овог хеликоптера, чији је производ ноћна верзија Ми-28Н. Указом Председник Русије овај хеликоптер ушао је у серијску производњу и Оружане снаге Руске Федерације.

## Развој
Развој новог хеликоптера почиње недуго након увођења Ми-24 у службу 1972. године. Дизајн се требао заснивати на бази Миљ Ми-24, али без теретне кабине како би се побољшале карактеристике, због дужности коју је требало да обавља (против-оклопна борба, блиска подршка). Првобитно је разматрано неколико варијанти дизајна, укључујући неке неконвенционалне, попут двоструког главног ротора, или додатног мотора на репу. Године 1977. изабран је почетни дизајн са једним ротором и класичним дизајном који је ипак искључио све сличности са Ми-24.
Године 1981, усвојен је план да се изради макета у пуној величини. Прототип ознаке 012 је први пут полетео 10. новембра 1982. године. Следио је и други прототип, 022 изграђен 1983. Следеће 1984. године, завршени су први пробни летови и прелиминарна тестирања, но у октобру Совјетско ваздухопловство бира Камов Ка-50 као главни хеликоптер за против-оклопну борбу. Међутим, пројекат није укинут, већ је само сврстан у ниже приоритете, стога је у децембру 1987. године одобрен за производњу.
У јануару 1988. први оперативни Ми-28А ознаке 032 је полетео. Имао је снажније моторе и "Х" тип репних ротора који су веома смањивали буку. Ова нова верзија је први пут презентована у Паризу 1989. године. Током сајма ваздухопловства. 1990. потписан је уговор о извозу делова хеликоптера Ираку, где би се састављао под ознаком Ми-28Л, али је пројекат пропао због скорог Заливског рата. 1993. пројекат развоја Ми-28 је заустављен јер је проглашен инфериорнијим у односу на Ка-50, а и није имао способност лета у тешким временским условима.
Године 1995. приказана је нова верзија, ознаке Ми-28Н а "Н" је ознака за хеликоптер који може вршити и ноћне мисије, прототип ове ревизије је полетео 14. новембра 1996. Највећи новитет је био радар у куполи изнад главног ротора, као и увођење додатне електро-опреме. Пројекат је због недостатка новца ускоро (поново) заустављен, а настављен је 2004. кад је полетео други прототип ове ревизије, у марту исте године.
Због измењене војне ситуације након завршетка Хладног рата, хеликоптери специјализовани за против-тенковску борбу (попут Камова Ка-50) су постали мање потребни, а били су доста скупи. Ту су се показале предности Ми-28Н јер је био релативно јефтин, могао је да делује у свим условима и учествовати у различитим мисијама. Стога је заповедник Руског ратног ваздухопловства 2003. објавио да ће Ми-28Н постати стандардни Руски јуришни хеликоптер.
Руски председник Владимир Путин потврдио је да ће Русија до 2027. набавити тачно 98 модернизованих хеликоптера Ми 28НМ, док ће се остали пре тога договорени хеликоптери уредно испоручити.

## Карактеристике

### Основне карактеристике:
- посада: 2
- дужина: 17,01 m
- пречник ротора: 17,2 m
- висина: 3,82 m
- маса авиона: 8.095 kg
- максимална маса узлијетања : 11.500 kg

### Летне карактеристике:
- највећа брзина: 362 km/h
- долет: 1.100 km
- плафон лета: 5.800 м
- мотори: 2 × Климов ТВ3-117ВМА турбо-осовинска мотора